# قرار الجمعية العامة للأمم المتحدة 46/86
قرار الجمعية العامة للأمم المتحدة 46/86 (بالإنجليزية: United Nations General Assembly Resolution 46/86)‏ ، حدثت بتاريخ 16 ديسمبر عام 1991م، بإلغاء أن الصهيونية أحد أشكال العنصرية، وذلك لموافقة إسرائيل على المشاركة في مؤتمر مدريد للسلام.

## المصوتون

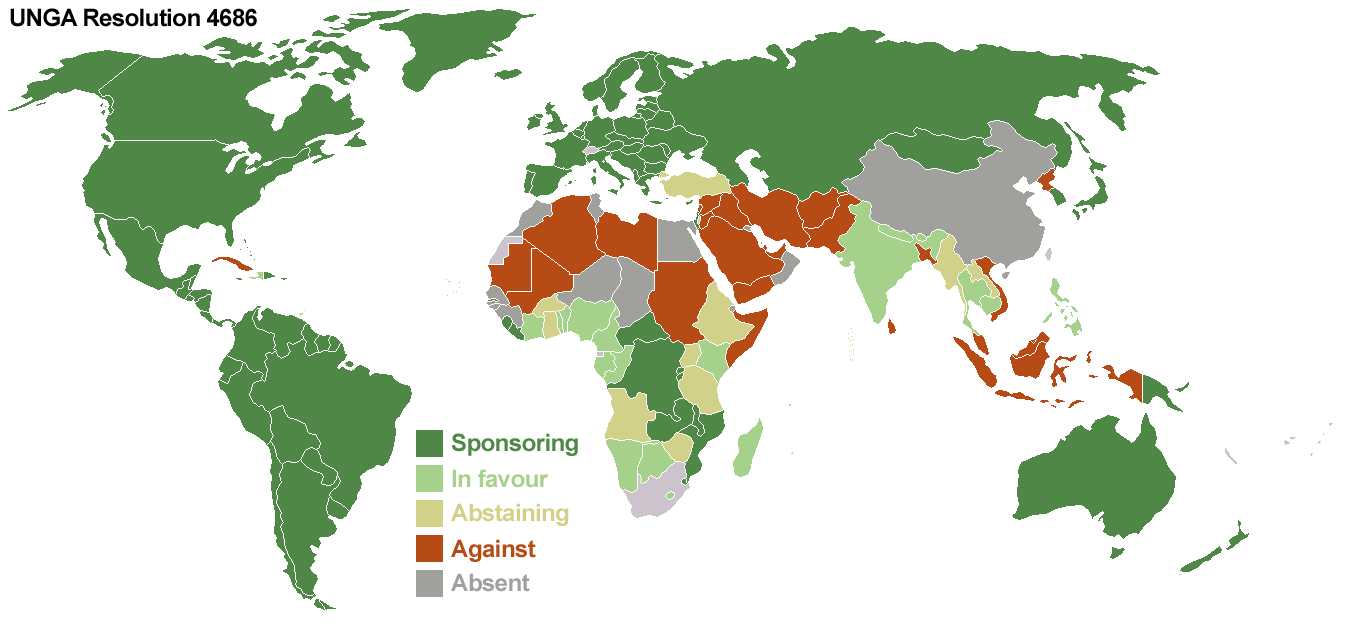
البلدان المصوتة حول قرار إلغاء الصهيونية أحد أشكال العنصرية.

مقدمو الطلب: ألبانيا، أنتيغوا وباربودا، الأرجنتين، أستراليا، النمسا، باهاماس، باربادوس، جمهورية بيلاروس السوفيتية الاشتراكية، بلجيكا، بليز، بوليفيا، البرازيل، بلغاريا، بوروندي، كندا، جمهورية أفريقيا الوسطى، تشيلي، كولومبيا، كوستا ريكا، قبرص، تشيكوسلوفاكيا، الدنمارك، دونوميكا, جمهورية دونميكان, إكوادور، السلفادور، إستونيا، مقدونيا، فنلندا، فرنسا، غامبيا، ألمانيا، اليونان، غرينادا، غواتيمالا، غيانا، هندوراس، المجر، آيسلاند، أيرلندا، إسرائيل، إيطاليا، جاميكا، اليابان، لاتفيا، ليبيريا، ليشينيشتاين، ليتوانيا، لوكسمبورغ، مدغشقر، مالطا، جزر المارشال، ملاوي، المكسيك، منغوليا، موزمبيق، هولندا، نيوزلندا، نيكاراغاوا، النرويج، باناما، غينيا الجديدة، باراغواي، بيرو، بولندا، البرتغال، كوريا الجنوبية، رومانيا، رواندا، سانت لوسيا، سانت كيتس ونيفيس، سانت فينسنت والغرينادين، ساموا، السيراليون، سنغافورة، جزر سليمان، إسبانيا، سورينام، سوازيلاند، السويد، أوكرانيا، الاتحاد السوفييتي، المملكة المتحدة، الولايات المتحدة، أوروغواي، فنزويلا، Socialist يوغوسلافيا، زائير، زامبيا.
المؤيدون: (111) The sponsoring nations listed above, and additionally: بينين، بوتان، بوتوسوانا، كمبوديا، الكاميرون، كاب فيردي، جمهورية الكونغو، ساحل العاج، فيجي، غابون، هايتي، الهند، كينيا، ليسوتو، مدغشقر، نامبيا، نيبال، نيجيريا، الفلبين، ساو توميه وبرينسيب، سيشل، تايلاند، توغو.
المعارضون: (25) أفغانستان، الجزائر، بنغلاديش، بيروني، كوبا، كوريا الديمقراطية، إندونيسيا، إيران، العراق، الأردن، لبنان، ليبيا، ماليزيا، مالي، موريتانيا، باكستان، قطر، السعودية، الصومال، سيرلانكا، السودان، سوريا، الإمارات العربية المتحدة، فيتنام، اليمن.
الممتنعون عن التصويت: (13) أنغولا، بوركينا فاسو، إثيوبيا، غانا، لاوس، جزر المالديف، مورتيوس، بورما، تيرنداد وتوباغو، تركيا، أوغندا، تنزانيا، زيمباباوي.
غائبون: (15) البحرين، تشاد، الصين الشعبية، جزر القمر، جيبوتي، مصر، غينيا، غينيا-بيساو، الكويت، المغرب، النيجر، عمان، السنغال، جنوب أفريقيا، تونس، فاناتو.